# جيسون مكارتني (دراج)
جيسون مكارتني (بالإنجليزية: Jason McCartney)‏ مواليد 3 سبتمبر 1973 في الولايات المتحدة، هو دراج أمريكي في صنف سباق الدراجات على الطريق. شارك في دورة الألعاب الأولمبية الصيفية.

## سجل النتائج

### سباقات أو مراحل فاز بها
- طواف إسبانيا

## روابط خارجية
- جيسون مكارتني على موقع الاتحاد الدولي للدراجات (الإنجليزية)
- جيسون مكارتني على موقع أرشيف الدراجات (الإنجليزية)
- جيسون مكارتني على موقع إحصائيات الدراجات الإحترافية (الإنجليزية)
- جيسون مكارتني على موقع نسبة الدراجات (الإنجليزية)
- جيسون مكارتني على موقع أوليمبيديا (الإنجليزية)